# Cyphosperma tanga
Cyphosperma tanga es una especie de palmera que es originaria de Fiyi.
Está considerada en peligro de extinción por pérdida de hábitat. Solo unas pocas subpoblaciones son conocidas, confinadas a áreas en Viti Levu.

## Taxonomía
Cyphosperma tanga fue descrita por (H.E. Moore) H.E.Moore y publicado en Genera Plantarum 3: 895. 1883.
Etimología
Cyphosperma: nombre genérico de derivada de kyphos = "doblada, encorvada" y sperma = "semilla", probablemente refiriéndose a las jorobas irregulares y crestas en la semilla.
tanga: epíteto
Sinonimia
- Taveunia tanga H.E.Moore[4]